# Östan sol, västan måne
Östan sol, västan måne var en svensk musikgrupp som bildades  1970 av Anders Nilsson, elorgel och Jörgen Johansson trummor. Gruppen framträdde på Gärdesfesten i augusti 1970 tillsammans med Mats Tunborg på bas, vilket ledde till att de kom att representeras på dubbel-LP:n Festen på Gärdet som utkom året därpå, med en egen version av "Herrarna i hagen".
Under de nio år som gruppen var verksam kom den att utvecklas i olika skiftande stilriktningar. Östan Sol, Västan Måne har understundom kategoriserats som en grupp tillhörande den politiska proggvågen, men detta motsägs av de senare nämnda olika stilistiska riktningarna. Gruppens musik kom att starkt influeras av förebilder som King Crimson och senare Weather Report. De två förstnämnda medlemmarna förblev stommen i gruppen som i övrigt kom att omfatta musiker som Åke Eriksson (på bas), saxofonisten Kenneth Arnström, congaspelaren Håkan Agnsäter, gitarristen Lars Ekholm, basisten Teddy Walter, moogspelaren Bosse Norgren och saxofonisten Peter Caudwell. Gruppen Östan Sol, Västan Måne, gjorde ett antal radioinspelningar, främst för programserien Tonkraft men kom aldrig att ge ut en egen skiva. Däremot finns de representerade med låten Galadriels sång på en dubbel-LP (utgiven 1981) med inspelningar hämtade från nämnda programserie 1975-1976.
Efter att gruppen upplösts utgav även Norgren, Ekholm och Johansson 1981 en LP med (den något missvisande) titeln Schlagers. Gruppen återförenades 2000 i samband med trettioårsjubileet av den första Gärdesfesten.